# Squadra beninese di Coppa Davis
La squadra beninese di Coppa Davis rappresenta il Benin nella Coppa Davis, ed è posta sotto l'egida della Fédération Beninoise de Lawn Tennis.
La squadra ha esordito nel 1993 e ad oggi non ha mai superato il Gruppo II della zona Euro-Africana.

## Organico 2013
Vengono di seguito illustrati i convocati per ogni singolo turno della Coppa Davis 2013. A sinistra dei nomi la nazione affrontata e il risultato finale. Fra parentesi accanto ai nomi, il ranking del giocatore nel momento della disputa degli incontri (la "d" indica che il ranking corrisponde alla specialità del doppio).
| Gruppo II - Primo turno | Gruppo II - Primo turno                                                         |
| Portogallo (0-5)        | Alexis Klegou (fr*) Loic Didavi (fr*) Tunde Segodo (fr*) Théophile Segodo (fr*) |
| ----------------------- | ------------------------------------------------------------------------------- |

| Gruppo II - Playoff | Gruppo II - Playoff                                                                |
| Cipro (2-3)         | Alexis Klegou (1392) Jean Segodo (fr*) Théophile Segodo (fr*) Magloire Yakpa (fr*) |
| ------------------- | ---------------------------------------------------------------------------------- |

- fr = Fuori Ranking
- Corsivo = mai sceso in campo